# Lista över fornlämningar i Varbergs kommun (Grimmared)
Lista över fornlämningar i Varbergs kommun (Grimmared) är en förteckning av ett urval av de fornlämningar som finns i Grimmared i Varbergs kommun.
| Namn                        | Lämningstyp  | Tillkomsttid | Historisk indelning      | Plats | Läge                 | ID-nr          | Bild                                 |
| --------------------------- | ------------ | ------------ | ------------------------ | ----- | -------------------- | -------------- | ------------------------------------ |
| Grimmared 2:1               | Stensättning |              | Grimmared, Västergötland |       | 57.255011, 12.492972 | 10145000020001 | Ladda upp en bild av detta fornminne |
| Grimmared 3:1               | Stensättning |              | Grimmared, Västergötland |       | 57.253241, 12.491109 | 10145000030001 | Ladda upp en bild av detta fornminne |
| Grimmared 4:1               | Röse         |              | Grimmared, Västergötland |       | 57.243275, 12.463491 | 10145000040001 | Ladda upp en bild av detta fornminne |
| Grimmared 4:2               | Röse         |              | Grimmared, Västergötland |       | 57.243316, 12.462784 | 10145000040002 | Ladda upp en bild av detta fornminne |
| Grimmared 5:1               | Röse         |              | Grimmared, Västergötland |       | 57.243282, 12.465927 | 10145000050001 | Ladda upp en bild av detta fornminne |
| Grimmared 5:2               | Stensättning |              | Grimmared, Västergötland |       | 57.243419, 12.465208 | 10145000050002 | Ladda upp en bild av detta fornminne |
| Grimmared 9:1               | Stensättning |              | Grimmared, Västergötland |       | 57.243442, 12.467769 | 10145000090001 | Ladda upp en bild av detta fornminne |
| Grimmared 12:1              | Röse         |              | Grimmared, Västergötland |       | 57.242816, 12.465457 | 10145000120001 | Ladda upp en bild av detta fornminne |
| Grimmared 12:2              | Stensättning |              | Grimmared, Västergötland |       | 57.242622, 12.465535 | 10145000120002 | Ladda upp en bild av detta fornminne |
| Grimmared 14:1              | Stensättning |              | Grimmared, Västergötland |       | 57.241781, 12.466351 | 10145000140001 | Ladda upp en bild av detta fornminne |
| Grimmared 15:1              | Stensättning |              | Grimmared, Västergötland |       | 57.241301, 12.467251 | 10145000150001 | Ladda upp en bild av detta fornminne |
| Grimmared 15:2              | Stensättning |              | Grimmared, Västergötland |       | 57.241371, 12.467384 | 10145000150002 | Ladda upp en bild av detta fornminne |
| Glumshögen (Grimmared 16:1) | Röse         |              | Grimmared, Västergötland |       | 57.240788, 12.468172 | 10145000160001 | Ladda upp en bild av detta fornminne |
| Grimmared 17:1              | Stensättning |              | Grimmared, Västergötland |       | 57.240276, 12.470097 | 10145000170001 | Ladda upp en bild av detta fornminne |
| Grimmared 17:2              | Stensättning |              | Grimmared, Västergötland |       | 57.240242, 12.470405 | 10145000170002 | Ladda upp en bild av detta fornminne |
| Grimmared 17:3              | Stensättning |              | Grimmared, Västergötland |       | 57.240121, 12.470453 | 10145000170003 | Ladda upp en bild av detta fornminne |
| Grimmared 19:1              | Stensättning |              | Grimmared, Västergötland |       | 57.240233, 12.465949 | 10145000190001 | Ladda upp en bild av detta fornminne |
| Grimmared 19:2              | Stensättning |              | Grimmared, Västergötland |       | 57.239906, 12.465695 | 10145000190002 | Ladda upp en bild av detta fornminne |
| Högsten (Grimmared 25:1)    | Stensättning |              | Grimmared, Västergötland |       | 57.250034, 12.448380 | 10145000250001 | Ladda upp en bild av detta fornminne |
| Grimmared 31:1              | Stensättning |              | Grimmared, Västergötland |       | 57.252531, 12.490692 | 10145000310001 | Ladda upp en bild av detta fornminne |
| Grimmared 31:2              | Stensättning |              | Grimmared, Västergötland |       | 57.252645, 12.490559 | 10145000310002 | Ladda upp en bild av detta fornminne |
| Grimmared 31:3              | Stensättning |              | Grimmared, Västergötland |       | 57.252275, 12.490918 | 10145000310003 | Ladda upp en bild av detta fornminne |
| Grimmared 32:1              | Röse         |              | Grimmared, Västergötland |       | 57.242862, 12.464972 | 10145000320001 | Ladda upp en bild av detta fornminne |
| Grimmared 33:1              | Stensättning |              | Grimmared, Västergötland |       | 57.242265, 12.467071 | 10145000330001 | Ladda upp en bild av detta fornminne |
| Grimmared 34:1              | Stensättning |              | Grimmared, Västergötland |       | 57.242288, 12.464695 | 10145000340001 | Ladda upp en bild av detta fornminne |
| Grimmared 41:1              | Hög          |              | Grimmared, Västergötland |       | 57.244652, 12.464551 | 10145000410001 | Ladda upp en bild av detta fornminne |
| Grimmared 41:2              | Stensättning |              | Grimmared, Västergötland |       | 57.244465, 12.464682 | 10145000410002 | Ladda upp en bild av detta fornminne |
| Grimmared 41:3              | Stensättning |              | Grimmared, Västergötland |       | 57.244330, 12.464821 | 10145000410003 | Ladda upp en bild av detta fornminne |
| Grimmared 41:4              | Stensättning |              | Grimmared, Västergötland |       | 57.244223, 12.464887 | 10145000410004 | Ladda upp en bild av detta fornminne |